# Sœurs des écoles franciscaines du Christ-Roi
Les Sœurs des écoles franciscaines du Christ-Roi sont une congrégation religieuse féminine enseignante et hospitalière de droit pontifical.

## Histoire
En 1865, quatre sœurs franciscaines de l'Immaculée Conception de Graz ouvrent une école pour filles à Maribor. Le 13 septembre 1869, la communauté devient autonome de Graz et donne naissance à une nouvelle congrégation dirigée par Margarita Pucher (1844-1901), considérée comme fondatrice de l'institut. En 1908, elles s'étendent hors de l'Europe (Égypte et États-Unis).
L'institut est agrégé à l'ordre des frères mineurs le 23 avril 1904 ; il obtient le décret de louange le 9 mai 1922 et ses constitutions sont définitivement approuvées par le Saint-Siège le 31 janvier 1931. Lorsque la Yougoslavie est envahie en 1941 par les forces de l'Axe, les communautés sont dispersées et les sœurs se réfugient à Rome, où elles établissent leur maison-mère.

## Activités et diffusion
Les sœurs se vouent à l'éducation, organisent des cours de langue du soir pour les immigrés, et se consacrent aux malades et aux personnes âgées, à la fois dans les hôpitaux et les maisons de retraite.
Elles sont présentes en: 
- Europe : Autriche, Bosnie-Herzégovine, Croatie, Italie, Slovénie.
- Amérique : Argentine, Paraguay, États-Unis.

La maison-mère est à Grottaferrata.
En 2017, la congrégation comptait 957 sœurs dans 136 maisons.